# Burgstall Hagnau
Der Burgstall Hagnau ist eine abgegangene Höhenburg auf einer länglichen Anhöhe etwa 1000 Meter nördlich des früheren Dorfes (Flurname „Burgstall“) von Hagnau am Bodensee im Bodenseekreis in Baden-Württemberg.
Von der ehemaligen Burganlage im Bereich eines Hochbehälters ist nichts erhalten.